# Anerincleistus barbatus
Anerincleistus barbatus är en tvåhjärtbladig växtart som beskrevs av Madhavan Parameswarau Nayar. Anerincleistus barbatus ingår i släktet Anerincleistus och familjen Melastomataceae. Inga underarter finns listade i Catalogue of Life.